# Ludmiłówka
Ludmiłówka is een plaats in het Poolse district  Kraśnicki, woiwodschap Lublin. De plaats maakt deel uit van de gemeente Dzierzkowice en telt 530 inwoners.